# 陶宗儀
陶 宗儀（とう そうぎ）は、元末から明初にかけての学者・文人。字は九成。主著に『輟耕録』（てっこうろく）などがある。

## 生涯
陶宗儀の生涯については友人の孫作による伝記がある。
台州黄巌県清陽の人。若いころ科挙試験に合格しなかったため、そのまま官吏にならずに学問に励んだ。松江（正確には松江の東北にある泗涇鎮）に隠居して、南村と号した。農耕をしながらその余暇に書いた随筆が『輟耕録』であるという。
陶宗儀の生卒年ははっきりしないが、建文年間のはじめにはまだ生きていたらしい。

## 主要な著作
- 『輟耕録』 - 随筆。30巻。
- 『書史会要』 - 元までの書家の伝記を集めたもの。9巻。巻8には中国以外のさまざまな文字について述べており、日本の仮名とその発音についても記す。
- 『説郛』 - 漢籍を集めた叢書。100巻。
- 『南村詩集』 - 詩集。4巻。